# Metate de panel colgante

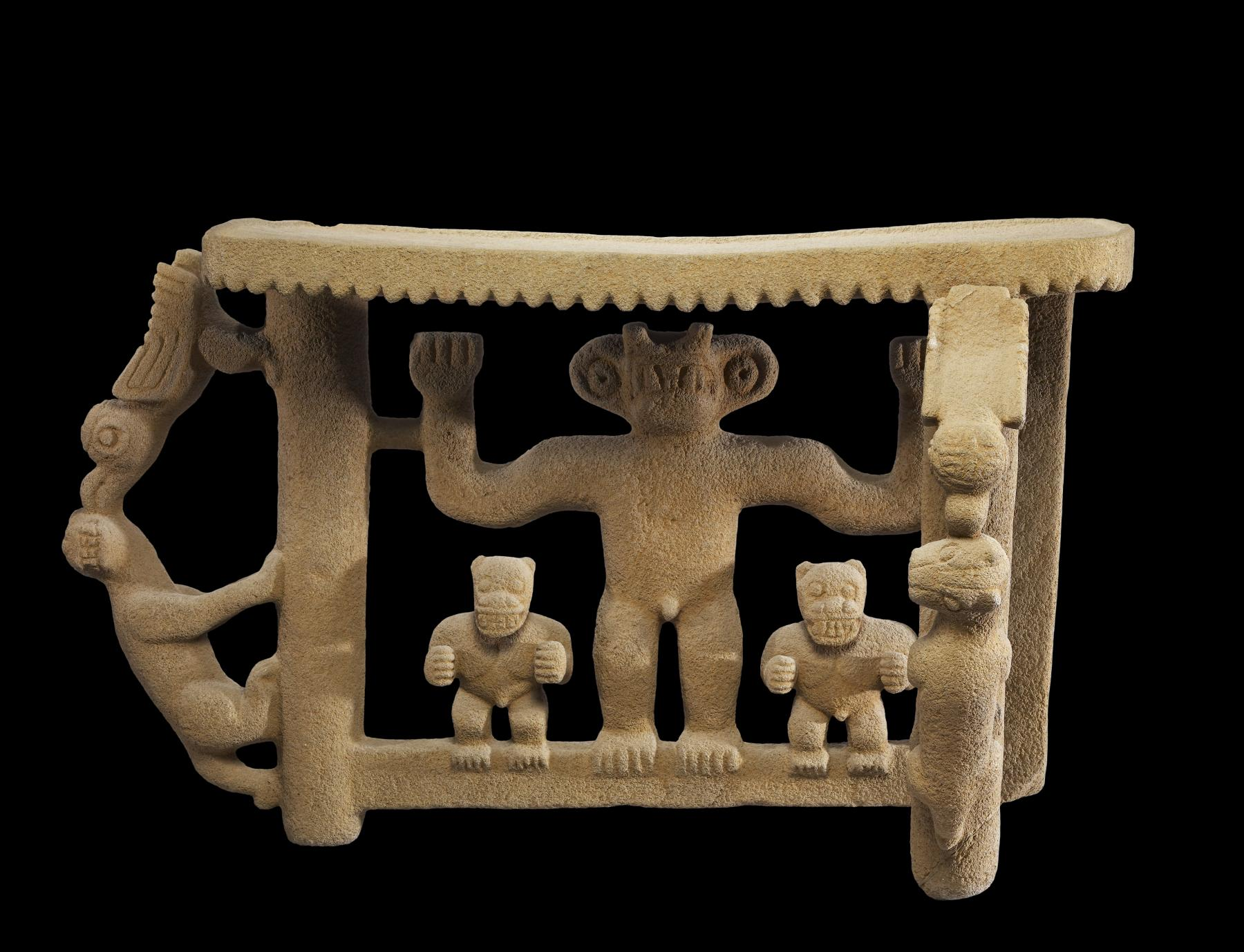
Metate de panel colgante.

Los metates de panel colgante son piezas arqueológicas talladas en piedra volcánica que constituyen una manifestación cultural única y sobresaliente de los pueblos aborígenes del Valle Central y el Caribe Central de Costa Rica. Elaborados entre los años 0 y 500 d. C., cada pieza está esculpida en una única piedra volcánica, generalmente andesita, utilizando para ello técnicas de abrasión y pulido. Cada metate presenta distintas representaciones simbólicas asociadas a la agricultura, la religión y el dominio de las sociedades indígenas unas sobre otras. A pesar de que son considerados metates, su uso no fue doméstico, sino exclusivamente ceremonial.
Los metates de panel colgante son estructuras trípodes. Bajo el plato del metate, presentan una figura central que representa a un personaje importante en la jerarquía de la sociedad indígena a la que pertenece. Dicha figura tiene la forma de un animal o una combinación de animales (monos, felinos, aves, lagartos), cuya fuerza simbólicamente se asocia con la persona a la que homenajea la pieza. Cada soporte del trípode tiene a su vez figuras animales, generalmente aves, las cuales sostienen cautivos o cuerpos descarnados que visten petos, por lo que se ha interpretado que representan guerreros enemigos capturados y quizás sacrificados. Algunos metates también presentan detalles en el interior del plato, como pequeñas cabezas-trofeo, animales como monos, aves o serpientes, que se han asociado a símbolos de clanes.